# Nangila van Eyck
Nangila van Eyck (Dordrecht, 13 juli 1984) is een voormalig Nederlandse voetbalster. Als rechtsbuiten speelde zij voor SV Meppen, sc Heerenveen, ADO Den Haag, SV Saestum, SV DWO en KFC'71. Ook kwam zij uit voor het Nederlands vrouwenvoetbalelftal, waarvoor zij op 16 februari 2005 haar debuut maakte. Na haar actieve voetbalcarrière was zij van 2020 tot 2021 trainer van het vrouwenelftal van HHC Hardenberg. In de zomer van 2024 begon ze als Technisch Manager bij ADO Den Haag.

## Loopbaan als speelster
| Periode   | Club          | Competitie    | Land      |
| --------- | ------------- | ------------- | --------- |
| onbekend  | SV DWO        | ??            | Nederland |
| ????-200? | KFC '71       | ??            | Nederland |
| 200?-2007 | SV Saestum    | Hoofdklasse   | Nederland |
| 2007-2008 | ADO Den Haag  | Eredivisie    | Nederland |
| 2008-2012 | sc Heerenveen | Eredivisie    | Nederland |
| 2012-2015 | SV Meppen     | 2. Bundesliga | Duitsland |